# Kökény (keresztnév)
A Kökény női keresztnév, újabb névadás a kökény szóból.

## Gyakorisága
Az 1990-es években egyedi név volt, a 2000-es években nem szerepel a 100 leggyakoribb női név között.

## Névnapok
ajánlott névnap:
- augusztus 1.[2]